# Associação Xanxerense de Futebol
A Associação Xanxerense de Futebol, ou simplesmente Xanxerense, foi um clube de futebol sediado na cidade de Xanxerê, Santa Catarina.

## História
A equipe foi fundada no dia 13 de maio de 1976,onde que na sua história jogou o Campeonato Catarinense apenas uma vez,sendo na edição de 1977, onde ficou em 16° lugar na tabela geral. Já na Segunda Divisão Catarinense jogou 3 vezes: 1992, 1993 e 1994. Em 1992 ficou em segundo lugar, perdendo a final para a equipe do Joaçaba, já nas outras edições ficou em terceiro lugar. Após o Campeonato de 1994 a equipe se licenciou e nunca mais jogou um Campeonato Profissional. Mandava seus jogos no Estádio Josué Anoni,que tinha capacidade pra 5.000 pessoas.